# Estadio Kiko Reyes
El Estadio Kiko Reyes (también conocido como El Fortín de Tacumbú) es un estadio de fútbol de la ciudad de Asunción, Paraguay. Su capacidad es de 6.000 espectadores. En él, juega sus partidos de local el Club Presidente Hayes. 